# جيك أرتيجا
جيك أرتيجا (بالإنجليزية: Jake Arteaga)‏ هو لاعب كرة قدم أمريكي، ولد في 2 فبراير 2000 في غليندورا في الولايات المتحدة. لعب مع لوس انجلوس غالاكسي 2.

## وصلات خارجية
- جيك أرتيجا على موقع قاعدة بيانات كرة القدم.إي يو (الإنجليزية)
- جيك أرتيجا على موقع Soccerway.com (الإنجليزية)